# 蒙塔尔奇诺主教座堂
蒙塔尔奇诺圣救主主教座堂 (義大利語：Duomo di Montalcino, Concattedrale di San Salvatore）原为天主教蒙塔尔奇诺教区的主教座堂，自1986年以后是天主教锡耶纳-埃尔萨谷口村-蒙塔尔奇诺总教区的共主教座堂，位于意大利托斯卡纳大区锡耶纳省蒙塔尔奇诺。

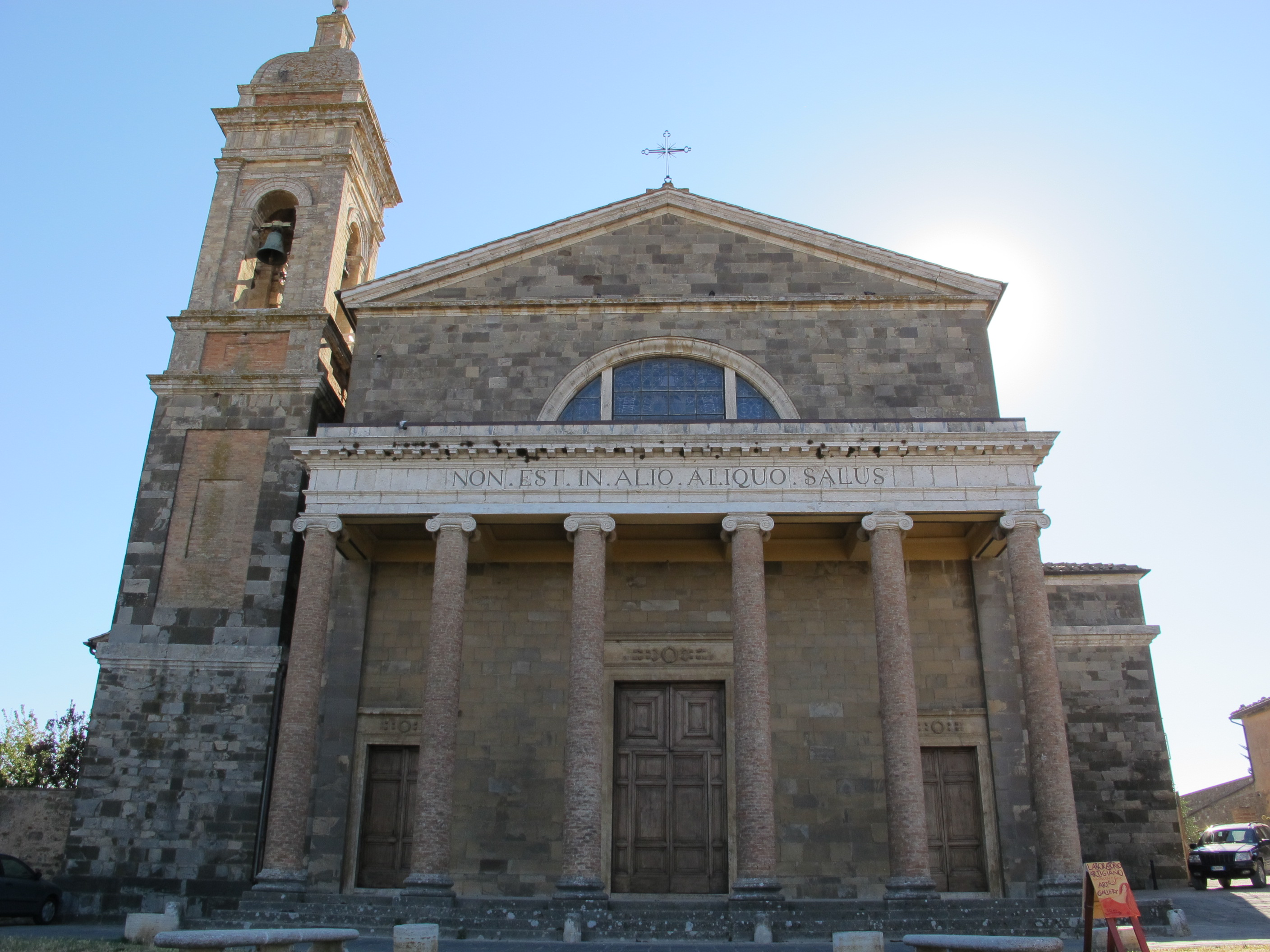
立面

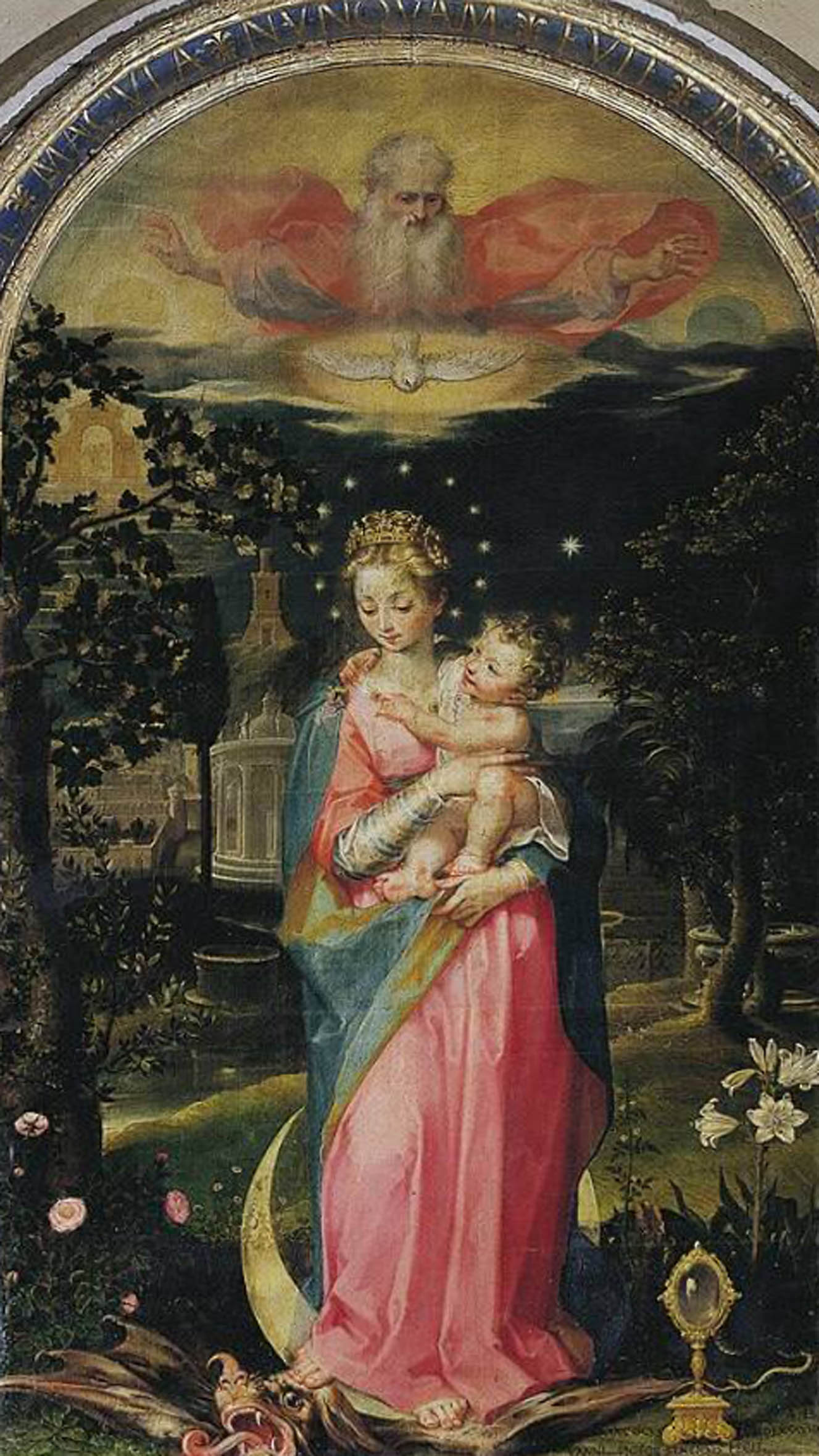
Francesco Vanni, Immaculate Conception with Jesus and God the Father (1588)